# Sojus TM-17
Sojus TM-17 ist die Missionsbezeichnung für den Flug eines russischen Sojus-Raumschiffs zur russischen Raumstation Mir. Es war der 17. Besuch eines Sojus-Raumschiffs bei der Raumstation Mir und der 93. Flug im russischen Sojusprogramm.

## Besatzung

### Startbesatzung
- Wassili Wassiljewitsch Ziblijew (1. Raumflug), Kommandant
- Alexander Alexandrowitsch Serebrow (4. Raumflug), Bordingenieur
- Jean-Pierre Haigneré (1. Raumflug), Wissenschaftskosmonaut ( CNES/ Frankreich)

### Ersatzmannschaft
- Wiktor Michailowitsch Afanassjew, Kommandant
- Juri Wladimirowitsch Ussatschow, Bordingenieur
- Claudie Haigneré, Wissenschaftskosmonautin ( CNES/ Frankreich)

### Rückkehrmannschaft
- Wassili Wassiljewitsch Ziblijew (1. Raumflug), Kommandant
- Alexander Alexandrowitsch Serebrow (4. Raumflug), Bordingenieur

## Missionsüberblick
Während der ersten drei Flugwochen waren die fünf Raumfahrer mit der Erfüllung des französischen Forschungsprogramms und den Vorbereitungen der Rückkehr der alten Stammbesatzung beschäftigt. Die französische Mission war auf Wunsch der russischen Raumfahrtorganisation um ein Jahr vorverlegt worden. Trotz der verkürzten Vorbereitungszeit war sie das bis dahin anspruchsvollste gemeinsame Unternehmen. Erstmals wurde ein Großteil der wissenschaftlichen Daten über den Kommunikationssatelliten LUTSCH direkt ins französische Kontrollzentrum nach Toulouse übermittelt. Hier saßen Experten, die auf die Experimente direkt einwirken konnten. Die Experimente der Altair-Mission betrafen die Kategorien Medizin, Biologie, Astrophysik, Materialforschung und Technik. Die notwendigen Apparaturen waren bereits mehrere Wochen vor dem Start von Sojus TM-17 mit dem Frachtraumschiff Progress M-18 zur Station gebracht worden.
Im Vordergrund standen Untersuchungen, welche die Auswirkungen der Schwerelosigkeit auf den Menschen zum Gegenstand hatten. Astrophysikalische Forschungen betrafen die Aufnahme von UV-Spektren ausgewählter Sterne sowie die Erstellung einer Himmelskarte von Röntgenstrahlungsquellen. Werkstofftechnische Experimente behandelten Probleme der Benetzung von Keramikkörpern durch Legierungsschmelzen und die Erforschung ihrer Erstarrung. Außerdem wurden verschiedene Halbleiterkristalle hergestellt. Mit physikalischen Problemen beschäftigte man sich in einer Versuchsreihe, bei der die Kraftübertragung beim Aufprallen von Kugeln auf ebene Flächen untersucht wurde. Hier sollten vor allem Zusammenhänge zwischen Oberflächenkräften, Grenzflächenenergien, Oberflächenbeschaffenheiten, Elastizität und Temperatur erforscht werden. Anschließend kehrte die alte Stammbesatzung gemeinsam mit Jean-Pierre Haignere im Raumschiff Sojus TM-16 zur Erde zurück.
Die 14. Stammbesatzung der Raumstation Mir absolvierte auch weiterhin ein umfangreiches Forschungs- und Arbeitsprogramm. Bereits am 24. Juli wurde die Rückkehrkapsel von Progress M-17, mit Forschungsergebnissen beladen, auf die Heimreise geschickt. Am 11. August wurde das unbemannte Transportschiff von der Station abgekoppelt und in eine tiefere Umlaufbahn gebracht. Hier sollte im Auftrag der NASA über einen längeren Zeitraum die aerodynamische Abbremsung durch die Hochatmosphäre gemessen werden. Wenige Tage später brachte Progress M-19 Versorgungsgüter und Geräte zur Station.
Wissenschaftliche Experimente wurden auf den Gebieten Biomedizin, Astrophysik, Erderkundung und Werkstoffforschung ausgeführt. So wurden im Modul Kristall Halbleiterkristalle höchster Reinheit aus Galliumarsenid hergestellt. Ebenfalls der Produktion reiner Halbleiter diente ein Experiment im Auftrag der amerikanischen Firma Boeing, welches im Oktober mit Progress M-20 in die Station gelangte. Die fertigen Kristalle wurden mit der Rückkehrkapsel des Transporters sechs Wochen später auf die Erde gebracht.
Eine besondere Stellung nahmen auch die Außenbordaktivitäten der beiden Kosmonauten ein. Am 16. und 20. September (4:18 h und 3:14 h) errichteten sie auf dem SOFORA-Mast am Modul Kwant eine zusätzliche Gitterstruktur RAPANA. An ihr wurden verschiedene wissenschaftliche Geräte angebracht. Am 28. September (1:52 h) wurden Filmaufnahmen der Außenhaut der Station angefertigt. Insbesondere die Auswirkungen des Perseidenstromes sollten dokumentiert werden. Dabei wurde ein größeres Loch in einer Solarzellenfläche entdeckt. Am 22. Oktober (38 Minuten) wechselten die Raumfahrer Materialproben an der Außenhaut der Station aus. Schließlich vervollständigten sie am 29. Oktober (4:12 h) ihre Filmdokumentation unter Verwendung eines Teleskopkranarmes und machten dabei Aufnahmen von weiteren Solarzellenflächen sowie dem SOFORA-Mast am Modul Kwant.
Nach Beendigung ihres Arbeitsprogrammes versagte beim Abkoppeln die Automatik, so dass auf Handbetrieb umgeschaltet werden musste. Die anschließende, kurze Berührung der Kopplungsadapter verursachte jedoch keine Beschädigung. Nach ihrem halbjährigen Raumflug landeten Ziblijew und Serebrow am 14. Januar wohlbehalten in der kasachischen Steppe.